# Crossota millsae
Crossota millsae é uma espécie de hidrozoário das profundezas marinhas. Reproduz-se sexualmente e tanto os machos como as fêmeas foram descritos. A espécie é vivípera e as fêmeas dão à luz medusas bebés que estão inicialmente agarradas aos canais gástricos.

## Distribuição
A Crossota millsae foi inicialmente descrita no Oceano Pacífico, junto ao Havai e à Califórnia. Foi posteriormente encontrada no Oceano Ártico  e no Guayanilla Canyon junto a  Porto Rico, vivendo a uma profundidade superior a 1 km em todoas essas regiões. As sua maiores abundância são a 2500 metros da Califórnia e 1250 metros do Havai. No Oceano Ártico têm sido observadas paradas no fundo do mar. 

## Etimologia
A espécie foi nomeada em honra da Dra. Claudia Mills, uma cientista marítima dos Friday Harbor Laboratories.